# 20号美国国道
20号美国国道（英語：U.S. Route 20）是一条东西方向的美国国道。该公路连接了俄勒冈州纽波特和马萨诸塞州波士顿，全长3,365英里。